# Prunus andersonii
Espèce
Classification phylogénétique

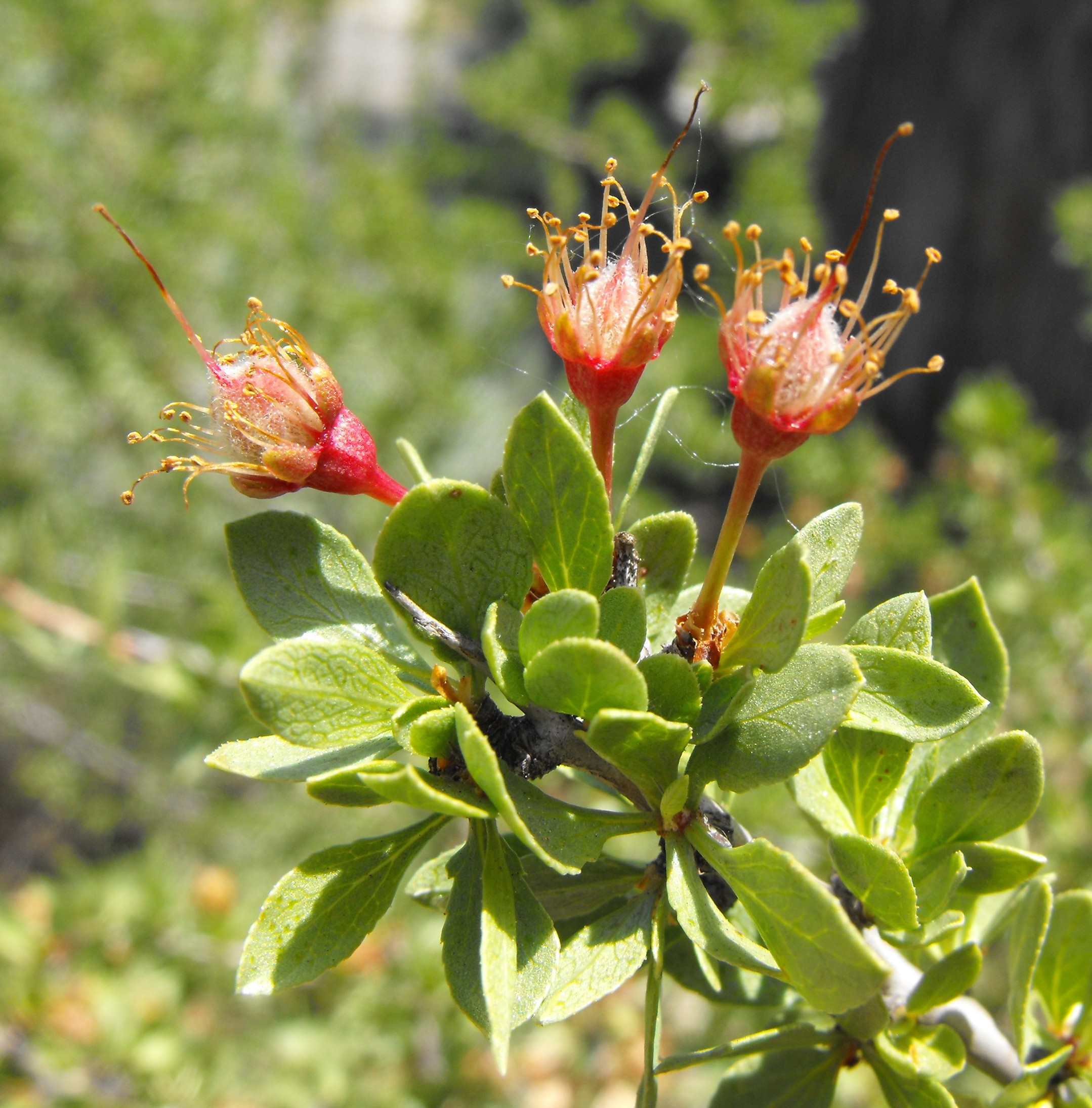

Prunus andersonii est une espèce de plantes à fleurs de la famille des Rosaceae. C'est un arbuste trouvé aux États-Unis.

## Description
C'est un arbuste de 1 à 2 mètres de haut. Ses feuilles sont caduques. Ses fleurs sont roses ou blanches. Ses fruits sont comestibles.

## Répartition et habitat
On le trouve dans les zones désertiques chaudes de l'ouest des États-Unis : Est de la Californie et Ouest du Nevada.